# MultiNet
Les xarxes semàntiques esteses multicapa (MultiNets, de l'anglès multilayered extended semantic networks) són alhora un paradigma de representació del coneixement i un llenguatge per a la representació del significat d'expressions del llenguatge natural que ha estat desenvolupat pel Hermann Helbig sobre la base de xarxes semàntiques anteriors. S'utilitza en una aplicació de resposta de preguntes per a alemany anomenada InSicht. També s'utilitza per crear una aplicació de tutoria desenvolupada per la Universitat de Hagen per ensenyar MultiNet als enginyers del coneixement.
Es diu que MultiNet és un dels sistemes de representació del coneixement més complets i descrits a fons. Especifica estructures conceptuals mitjançant unes 140 relacions i funcions predefinides, que es caracteritzen sistemàticament i recolzen en un aparell axiomàtic formal. A part de les seves connexions relacionals, els conceptes estan incrustats en un espai multidimensional d'atributs en capes i els seus valors. Una altra característica de MultiNet que la distingeix de les xarxes semàntiques simples és la possibilitat d'encapsular xarxes parcials senceres i representar la càpsula conceptual resultant com un node d'ordre superior, que pot ser un argument de relacions i funcions. MultiNet s'ha utilitzat en aplicacions pràctiques de PNL, com ara interfícies de llenguatge natural a Internet o sistemes de resposta a preguntes sobre grans corpus anotats semànticament amb milions de frases. MultiNet també és una pedra angular del cercador disponible comercialment SEMPRIA-Search, on s'utilitza per a la descripció del lèxic computacional i els coneixements de fons, per a l'anàlisi sintàctic-semàntic, per a la recerca de respostes lògiques i per a la generació de respostes en llenguatge natural.
MultiNet és compatible amb un conjunt d'eines de programari i s'ha utilitzat per construir lèxics computacionals basats en semàntica. Les eines inclouen un intèrpret semàntic WOCADI, que tradueix expressions del llenguatge natural (frases, frases, textos) a expressions formals MultiNet, un banc de treball MWR+ per a l'enginyer de coneixement (que inclou mòduls per a l'adquisició i raonament automàtic del coneixement) i un banc de treball LIA+ per a l'ordinador lexicògraf que dona suport a la creació de grans lèxics computacionals de base semàntica.